# Sant Joan Evangelista de Porrera
Sant Joan Evangelista de Porrera és una església del municipi de Porrera (Priorat) inclosa en l'Inventari del Patrimoni Arquitectònic de Catalunya.

## Descripció
Edifici de planta rectangular, bastit de maçoneria amb reforç de carreus als angles i cobert per teula a dos vessants. Interiorment es resol en tres naus i creuer sobresortit, la principal amb tres tramades i cor a la primera. D'un fris continuo arrenca la volta, de mig punt, reforçada per arcs faixons, amb llunetes, cúpula al creuer i absis amb petxina. Les voltes laterals són d'aresta. La façana presenta un ull de bou i la portalada, de pedra, és decorada amb volutes laterals, una fornícula i rematada per un frontó triangular. El campanar, als peus, és d'obra vista i planta octogonal.

## Història
La nova església, bastida en substitució d'una anterior, fou decidida el 1754, previ un acord dels veïns que cediren diverses rendes per a tal fi. L'edificació comportà la destrucció d'edificis antics que hagueren d'aportar el solar i se n'encarregà el mestre d'obres de Falset Joan Oliver i el seu fill, per un import total de 17.556 lliures. La primera pedra fou col·locada el 9 d'agost de 1763 i bou beneïda el 29 de setembre de 1771. Hom hi instal·là altars procedents del temple antic i el 1776 un orgue construït a Reus. Durant l'ocupació dels francesos fou convertida en estable i el 1833 es renovà el campanar. Durant la Guerra Civil es cremà l'arxiu parroquial i la totalitat dels altars. La cúpula, molt malmesa, s'ensorrà durant la dècada de 1980 i l'estiu del 1987 es van enllestir les obres de reconstrucció.